# Teopaschismo
Il teopaschismo (dal greco θεός = Dio e πάσχειν = soffrire) è una dottrina cristologica secondo la quale Gesù avrebbe sofferto sulla croce come Dio (unus de trinitate passus).

## Storia della dottrina
La dottrina teopaschita venne sviluppata da monaci della Scizia nel 519, sostenuti da Giustiniano, nipote dell'imperatore romano d'Oriente Giustino I e suo successore.
Il vescovo monofisita Pietro Fullo aveva proposto di aggiungere al Trisagion (che iniziava con "Santo Dio, Santo forte, Santo immortale") le parole "che fu messo in Croce per noi". L'imperatore Anastasio I Dicoro ordinò di accogliere la formula nella liturgia di Costantinopoli.
Il patriarca di Costantinopoli Giovanni II di Cappadocia rifiutò tuttavia questa linea di pensiero, e fu per questo che i monaci sostenitori del teopaschismo si rivolsero a papa Ormisda, il quale propose una formula di compromesso, in quanto tale dottrina non era rispettosa del concilio di Calcedonia del 451: "Una Persona della Trinità ha patito nella carne". Tale formula risaliva a Proclo di Costantinopoli, autore del Trisagion.
La formula venne accolta dai monaci della Scizia e dal patriarca.
I monaci della Scizia pretendevano il solenne riconoscimento della formula «Uno della Trinità ha patito nella carne», giacché per mezzo di essa, a loro parere, il credo calcedonese sarebbe stato efficacemente protetto da ogni interpretazione nestoriana. Né i legati papali a Costantinopoli né Ormisda a Roma scorsero la necessità di una formula simile, in sé e per sé corretta, e la rifiutarono come inopportuna, giacché gli asserti di Leone I e del Concilio del 451 non necessitavano di una simile aggiunta interpretativa che forse avrebbe provocato nuove discussioni.
Tuttavia successivamente, su interessamento di Giustiniano, fu richiesta al papa Giovanni II l'approvazione della formula dei monaci sciti. Giovanni II concesse tale approvazione con la lettera Inter claras, rivolta a Giustiniano, il 25 marzo 534. Il papa confermò questa posizione anche nella lettera Olim quidem rivolta ai senatori di Costantinopoli, sempre del marzo 534.
Infine la conferma più autorevole verrà dal Secondo Concilio di Costantinopoli (V concilio ecumenico, tenutosi nel 553). Nel canone terzo di tale concilio, pur non riportando letteralmente la formulazione, vi si dà una sostanziale approvazione: «Se qualcuno afferma che il Verbo di Dio che opera miracoli non è lo stesso Cristo che ha sofferto, o anche che il Dio Verbo si è unito col Cristo nato dalla donna, o che egli è in lui come un essere in un altro essere; e non confessa, invece, un solo e medesimo signore nostro Gesù Cristo, Verbo di Dio incarnato e fatto uomo, al quale appartengono sia i miracoli che le sofferenze che volontariamente ha sopportato nella sua carne, costui sia anatema.»